# Typhaeus typhoeoides
Typhaeus typhoeoides es una especie de coleóptero de la familia Geotrupidae.

## Distribución geográfica
Habita en el Norte de África.